# سان خوسيه (كاليفورنيا)
سان خوسيه (San Jose) هي ثالث أكبر مدن كاليفورنيا، وعاشر أكبر مدن الولايات المتحدة الأمريكية، وحاضرة مقاطعة سانتا كلارا. تقع في وادي السليكون جنوب خليج سان فرانسيسكو. عدد سكانها 912332 نسمة (2005) وهي أكبر مدن منطقة كاليفورنيا الشمالية. كانت في الماضي مدينة زراعية، ومع حلول عام 1950 جذبت الكثير من السكان، وتطورت كثيراً بين العقد 1960 والعقد 1990، فأصبحت مركزاً كبيراً مزدهراً بالنسبة لكاليفورنيا الشمالية. تسمى المدينة أحياناً «لوس أنجلس الشمال» لتشابهها بمدينة لوس أنجلس مع نهاية القرن 20. مساحتها 461.5 كم2.
تأسست المدينة في 29 نوفمبر 1777، وسميت سابقاً بـ «إل بويبلو دي سان خوسيه دي غوادالوبي» (El Pueblo de San José de Guadalupe) حينما كانت أول مدينة للمستعمرة الإسبانية في «نويفا كاليفورنيا» التي عرفت لاحقاً بألتا كاليفورنيا (وهي دولة سابقة في أمريكا الشمالية). خدمت المدينة كمنطقة زراعية لتزويد المعسكرات الإسبانية في سان فرانسيسكو ومونتيري. بعد أن تحولت كاليفورنيا إلى ولاية أمريكية في عام 1850، كانت سان هوزيه أول عاصمة لها.

## المناخ
يظهر الجدول التالي التغييرات المناخية على مدار السنة لسان خوسيه:
| البيانات المناخية لـسان خوسيه     | البيانات المناخية لـسان خوسيه | البيانات المناخية لـسان خوسيه | البيانات المناخية لـسان خوسيه | البيانات المناخية لـسان خوسيه | البيانات المناخية لـسان خوسيه | البيانات المناخية لـسان خوسيه | البيانات المناخية لـسان خوسيه | البيانات المناخية لـسان خوسيه | البيانات المناخية لـسان خوسيه | البيانات المناخية لـسان خوسيه | البيانات المناخية لـسان خوسيه | البيانات المناخية لـسان خوسيه | البيانات المناخية لـسان خوسيه |
| الشهر                             | يناير                         | فبراير                        | مارس                          | أبريل                         | مايو                          | يونيو                         | يوليو                         | أغسطس                         | سبتمبر                        | أكتوبر                        | نوفمبر                        | ديسمبر                        | المعدل السنوي                 |
| --------------------------------- | ----------------------------- | ----------------------------- | ----------------------------- | ----------------------------- | ----------------------------- | ----------------------------- | ----------------------------- | ----------------------------- | ----------------------------- | ----------------------------- | ----------------------------- | ----------------------------- | ----------------------------- |
| الدرجة القصوى °ف (°م)             | 79 (26)                       | 81 (27)                       | 89 (32)                       | 95 (35)                       | 102 (39)                      | 109 (43)                      | 108 (42)                      | 105 (41)                      | 108 (42)                      | 101 (38)                      | 85 (29)                       | 79 (26)                       | 109 (43)                      |
| الحد الأقصى المتوسط °ف (°م)       | 69.7 (20.9)                   | 73.2 (22.9)                   | 83.4 (28.6)                   | 86.3 (30.2)                   | 90.1 (32.3)                   | 92.3 (33.5)                   | 93.1 (33.9)                   | 94.3 (34.6)                   | 98.7 (37.1)                   | 91.2 (32.9)                   | 79.5 (26.4)                   | 69.2 (20.7)                   | 101.3 (38.5)                  |
| متوسط درجة الحرارة الكبرى °ف (°م) | 61.3 (16.3)                   | 63.8 (17.7)                   | 66.8 (19.3)                   | 70.1 (21.2)                   | 75.4 (24.1)                   | 80.6 (27.0)                   | 83.4 (28.6)                   | 83.4 (28.6)                   | 81.8 (27.7)                   | 75.9 (24.4)                   | 67.8 (19.9)                   | 61.2 (16.2)                   | 72.6 (22.6)                   |
| المتوسط اليومي °ف (°م)            | 51.8 (11.0)                   | 54.5 (12.5)                   | 56.9 (13.8)                   | 59.3 (15.2)                   | 64.0 (17.8)                   | 68.3 (20.2)                   | 70.9 (21.6)                   | 71.05 (21.69)                 | 69.2 (20.7)                   | 64.3 (17.9)                   | 57.0 (13.9)                   | 51.6 (10.9)                   | 61.57 (16.43)                 |
| متوسط درجة الحرارة الصغرى °ف (°م) | 42.3 (5.7)                    | 45.2 (7.3)                    | 47.0 (8.3)                    | 48.5 (9.2)                    | 52.6 (11.4)                   | 56.1 (13.4)                   | 58.4 (14.7)                   | 58.7 (14.8)                   | 56.7 (13.7)                   | 52.6 (11.4)                   | 46.4 (8.0)                    | 42.0 (5.6)                    | 50.5 (10.3)                   |
| الحد الأدنى المتوسط °ف (°م)       | 33.4 (0.8)                    | 36.4 (2.4)                    | 39.1 (3.9)                    | 42.3 (5.7)                    | 47.2 (8.4)                    | 50.2 (10.1)                   | 53.2 (11.8)                   | 53.8 (12.1)                   | 52.1 (11.2)                   | 47.3 (8.5)                    | 38.3 (3.5)                    | 33.1 (0.6)                    | 31.0 (−0.6)                   |
| أدنى درجة حرارة °ف (°م)           | 18 (−8)                       | 24 (−4)                       | 25 (−4)                       | 26 (−3)                       | 32 (0)                        | 33 (1)                        | 40 (4)                        | 39 (4)                        | 35 (2)                        | 30 (−1)                       | 21 (−6)                       | 19 (−7)                       | 18 (−8)                       |
| معدل هطول الأمطار إنش (مم)        | 3.07 (78)                     | 3.11 (79)                     | 2.54 (65)                     | 1.18 (30)                     | 0.51 (13)                     | 0.10 (2.5)                    | 0.02 (0.51)                   | 0.02 (0.51)                   | 0.18 (4.6)                    | 0.80 (20)                     | 1.68 (43)                     | 2.61 (66)                     | 15.82 (402.12)                |
| متوسط الأيام الممطرة (≥ 0.01 in)  | 10.2                          | 10.3                          | 9.4                           | 5.6                           | 3.2                           | 0.8                           | 0.2                           | 0.3                           | 1.3                           | 3.2                           | 7.2                           | 10.2                          | 61.9                          |
| المصدر: NOAA                      |                               |                               |                               |                               |                               |                               |                               |                               |                               |                               |                               |                               |                               |

## توأمة
لسان خوسيه (كاليفورنيا) اتفاقيات توأمة مع كل من:
- بونه
- دبلن
- تاينان
- سان خوسيه
- أوكاياما
- مدينة فيراكروز
- يكاترينبورغ
- غوادالاخارا
- أويرس

## أعلام
- هارفي سبنسر لويس
- كايت والش
- سارة وينشستر
- ميتشيو كاكو
- سيلفيا براون
- جوش هولواي
- خوسيه ماريا مونتيليجري
- ستيف وزنياك
- جون جونسون
- دودلي هيرشباك

## وصلات خارجية
- الموقع الرسمي